# 薩姆納 (伊利諾伊州)
薩姆納（英語：Sumner）是一個位於美國伊利諾伊州勞倫斯縣的城市。

## 地理
薩姆納的座標為38°42′57″N 87°51′36″W / 38.71583°N 87.86000°W，而該地的平均海拔高度為139米（即456英尺）。

## 人口
根據2010年美國人口普查的數據，薩姆納的面積為3.55平方千米，當中陸地面積為3.55平方千米，而水域面積為0.00平方千米。當地共有人口3174人，而人口密度為每平方千米894.08人。